# Ogooluwa Adegboye
Stephen Ogooluwa "Ogo" Adegboye, né le 23 septembre 1987 à Ibadan, au Nigeria est un joueur nigérian naturalisé anglais de basket-ball. Il évolue au poste de meneur.